# Кызылоба (река)
Кызылоба — река в России, протекает по Оренбургской области. Устье реки находится в 41 км по левому берегу реки Буртя. Длина реки составляет 24 км.

## Данные водного реестра
По данным государственного водного реестра России относится к Уральскому бассейновому округу, водохозяйственный участок реки — Урал от города Орск до впадения реки Сакмара. Речной бассейн реки — Урал (российская часть бассейна).
Код объекта в государственном водном реестре — 12010000812112200004720.